# Akoniodes kuyanianus
Akoniodes kuyanianus är en fjärilsart som beskrevs av Matsumura 1929. Akoniodes kuyanianus ingår i släktet Akoniodes och familjen nattflyn. Inga underarter finns listade i Catalogue of Life.